# Nana (manga)
Nana (stylizováno jako NANA) je japonská manga, kterou psala a kreslila Ai Jazawa. Byla vydávána v časopisu Cookie od července 2000 do června 2009, kdy bylo vydávání kvůli zdravotnímu stavu autorky pozastaveno. Jazawa se z nemocnice vrátila v dubnu 2010, neuvedla však, zdali bude v tvorbě mangy pokračovat. Nakladatelství Šúeiša vydalo všechny kapitoly ve 21 svazcích mangy. Název mangy vychází ze jmen dvou hlavních postav, které se obě jmenují Nana. Nana Komacu je dívkou z maloměsta, která cestuje do Tokia za svým přítelem a přáteli z univerzity a která doufá, že bude žít život svých snů. Nana Ósaki byla ve svém rodném městě členkou populární punk rockové kapely a vydává se do Tokia stát se úspěšnou zpěvačkou. Obě dvě dívky se setkaly ve stejném vlaku směřujícím do Tokia. Později na sebe narazily při hledání bytu a staly se spolubydlícími. Manga popisuje jejich přátelství a životy, jak se snaží dosáhnout svých snů.
Dle mangy vznikly dva hrané filmy, první z nich byl vydán v roce 2005 a druhý roku 2006. Anime seriál režíroval Morio Asaka a byl premiérově vysílán od 5. dubna 2006 do 27. března 2007 na televizní stanici Nippon TV. Americká společnost Viz Media licencovala všechnu tvorbu Nany. Mangu publikovala od července 2005 do srpna 2007 ve svém časopisu Shojo Beat a kapitoly vydala později ve svazcích. Oba dva filmy vydala v roce 2008, přičemž anime seriál měl premiéru v září 2009 na stanici Funimation Channel. V roce 2002 získala Nana cenu Šógakukan v kategorii šódžo mangy a k roku 2019 prodala přes 50 milionů kopií.

## Příběh
Hlavními postavami děje jsou dvě dvacetileté dívky. Náhodně se setkaly ve vlaku a nikdo ještě tehdy netušil, jak osudové jejich setkání vlastně bylo. Obě se totiž stejně jmenují a obě se do Tokia stěhují. Když se opět setkají v bytě, o který mají obě zájem, jen stěží se tomu dá říkat náhoda. Jelikož se žádná nechce prostorného bytu vzdát, domluví se, že tu budou žít spolu.
Na tom všem by nebylo nic podivného, jen kdyby obě dívky neměly naprosto odlišné charaktery. Roztomilá Nana Komacu (později přezdívaná Hačiko) si libuje v romantických růžových šatičkách a věří v lásku až za hrob. Pesimistická Nana Ósaki nedá dopustit na černou barvu, roztrhaný punkový styl a rudé nehty, které příhodně ladí s její rtěnkou. Je zpěvačkou v kapele BLAST (Black Stones) a na rameni má tetování květiny Ren, což je druh lotosu.
Obě Nany se vzájemně podporují a pomáhají si, i když chvílemi jako by byly každá z jiného světa. Proti BLASTU stojí však konkurenční skupina TRAPNEST, jejíž členové jsou Reira, Takumi, Ren, Naoki a kterou začíná rostoucí popularita BLASTU velice znepokojovat. Osudy všech členů obou kapel i jejich přátel, kteří je obklopují, se začnou vzájemně proplétat a křížit, ve všem však hrají hlavní roli obě Nany. Obě kapely se vzájemně předhánějí v úspěšnosti vydaných písní i ve své popularitě mezi fanoušky.